# مصباح كهربائي

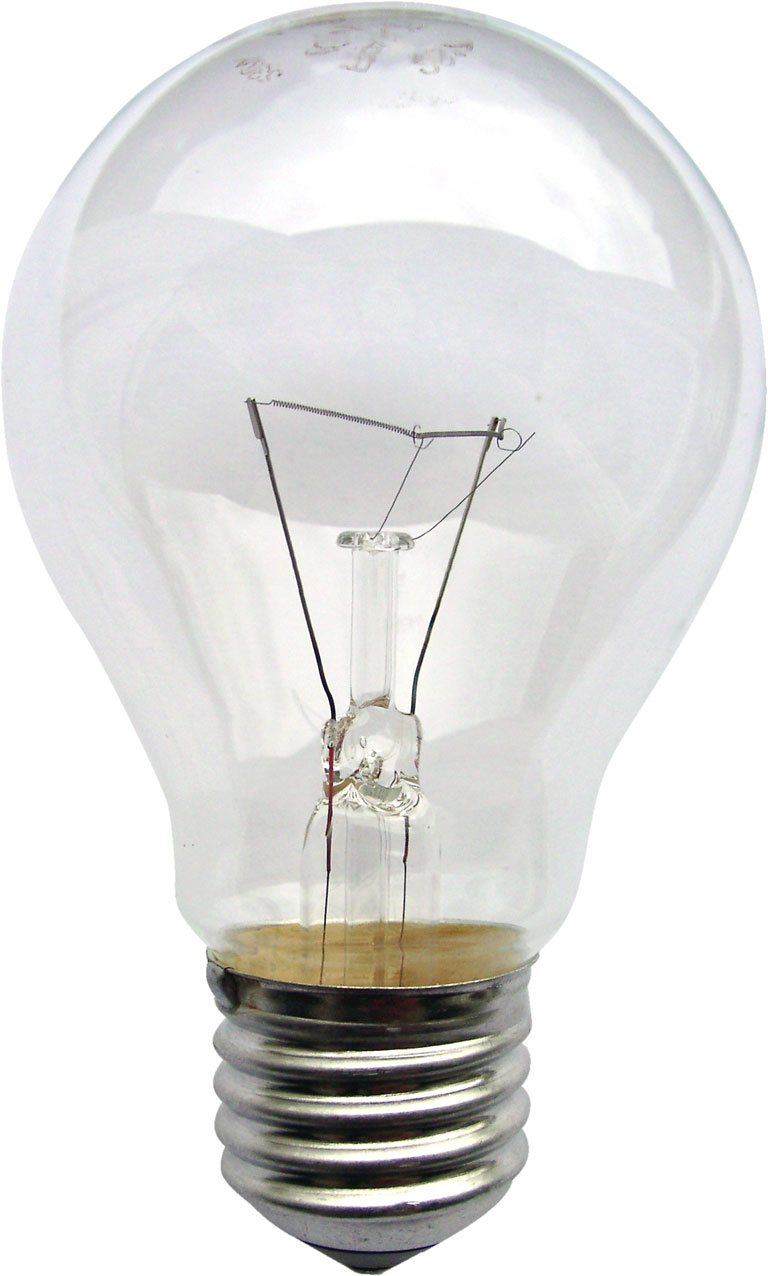
مصباح كهربائي بفتيل.

المصباح الكهربائي هو جهاز يحول الطاقة الكهربائية إلى ضوء، وبعد عدة تجارب فاشلة في عام 1879 ابتكر المخترع الأمريكي توماس إديسون وفريقه أول مصباح كهربائي عملي باستخدام الخيط القطني واستمر المصباح في الإضاءة لمدة أربعين ساعة متواصلة وقام إديسون بعد ذلك بمحاولات ناجحة لإطالة مدة أنارته إلا أن المصباح الذي يستخدم الآن هو من تطوير شركة جنرال إلكتريك والذي يستخدم فتيل من معدن التنجستين القصيف بعد معالجة معقدة لإكسابه المرونة.

## أنواع المصابيح

### مصابيح التنجستين العادية

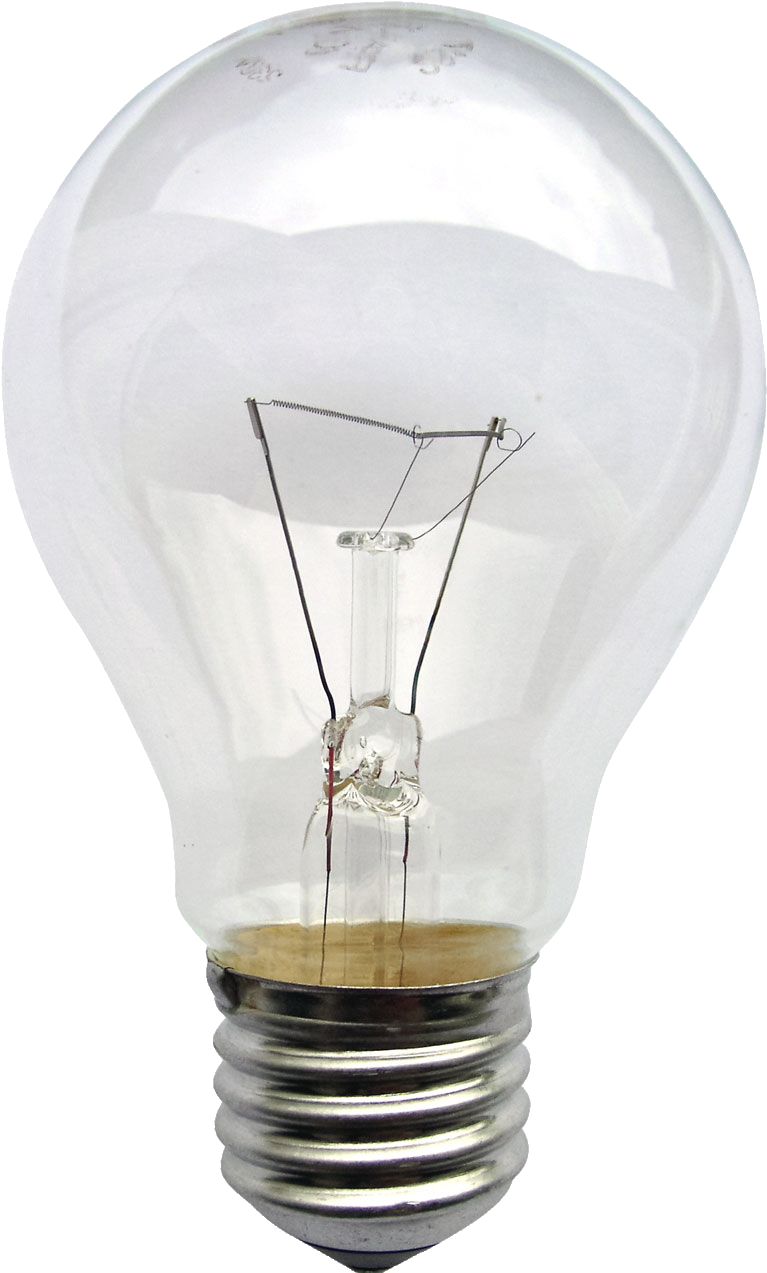
مصباح تنجستين 230 فولت.

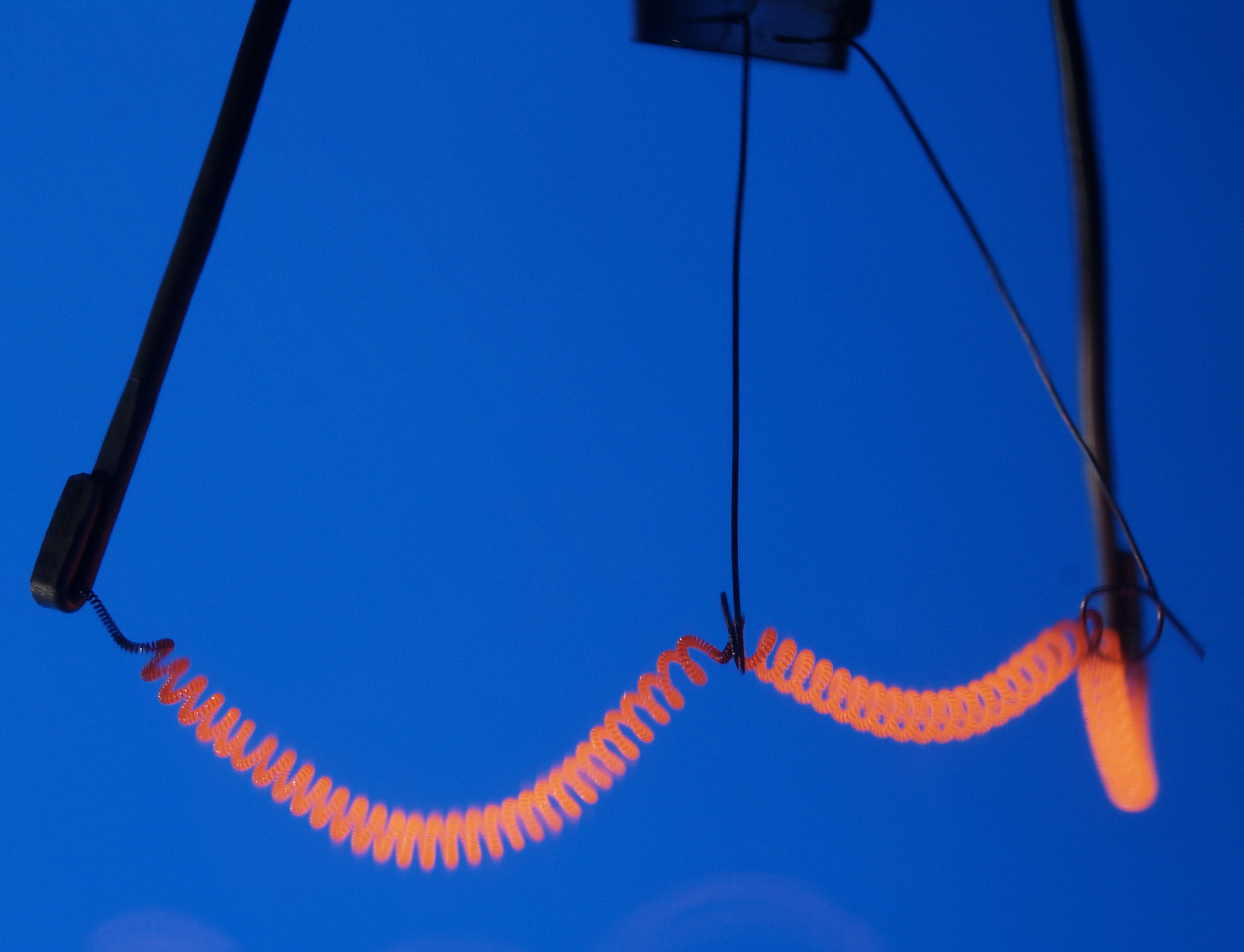
فتيلة مصباح التنجستن 200 واط

تنتج مصابيح الفتيلة المتوهجة ضوءا عند تسخين فتيلة التنجستين حتى التوهج، ولذا تُسمى أيضا بالمصابيح الحرارية، وقد استخدم التنجستين فيه لما يتميز به من صلابة، وتحمل للحرارة العالية، كما أنه يتميز كذلك بضعف معدل التبخر (أي تبخر السلك المعدني مع ارتفاع درجة حرارته). وتوضع الفتيلة في وسط مفرغ من الهواء (بصيلة) تحتوي على غاز خامل (أرجون أو أرجون + نيتروجين). وقد يرفع الضغط داخل البصيلة إلى 1.5 جوي، لأن الضغط المرتفع يخفض معدل التبخر ويطيل عمر المصباح.
ووظيفة الغاز الخامل أنه يمنع أكسدة الفتيلة عند ارتفاع درجة حرارتها، ويقلل من تبخر معدن الفتيلة، ومن ثم يطيل من عمر المصباح، كما أنه يقلل من السواد الذي يغطي المصباح من الداخل نتيجة التبخر. والبصيلة لها أنواع متعددة منها:
- زجاج عادي وله أشكال متنوعة (شفاف - مفضض).
- أبيض ديلوكس (سيليكا تخفي السواد الناتج عن البخر).
- ضوء النهار (زجاج أخضر مزرق يمتص جزء من اللون الأحمر).

والكفاءة الضوئية للمصابيح المتوهجة المستخدمة في الطرق حوالي 10 لومن / وات. وتعتبر كفاءة منخفضة حيث يضيع جزء كبير من الطاقة على صورة حرارة. وأكثر استخداماته تكون في مجالات الخدمة المهمة مثل القطارات والسيارات وإشارات المرور. ولها خواص هامة منها:
- المظهر: دافئ (2800 درجة).
- أمانة النقل: تصل إلى 100 % .
- العمر: (1000 - 4000) ساعة.
- الفتح والغلق: لا يحتاج لدائرة خاصة ولا يتأثر عمره بعدد مرات الفتح والغلق.
- التحكم: يمكنه تحمل فقد في الجهد يصل إلى 50 %.

### مصابيح التنجستين الهالوجينية

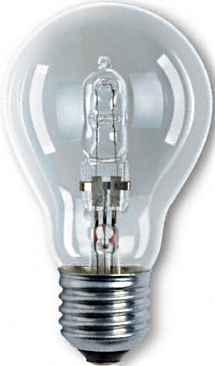
مصباح هالوجين بقدرة 105 وات

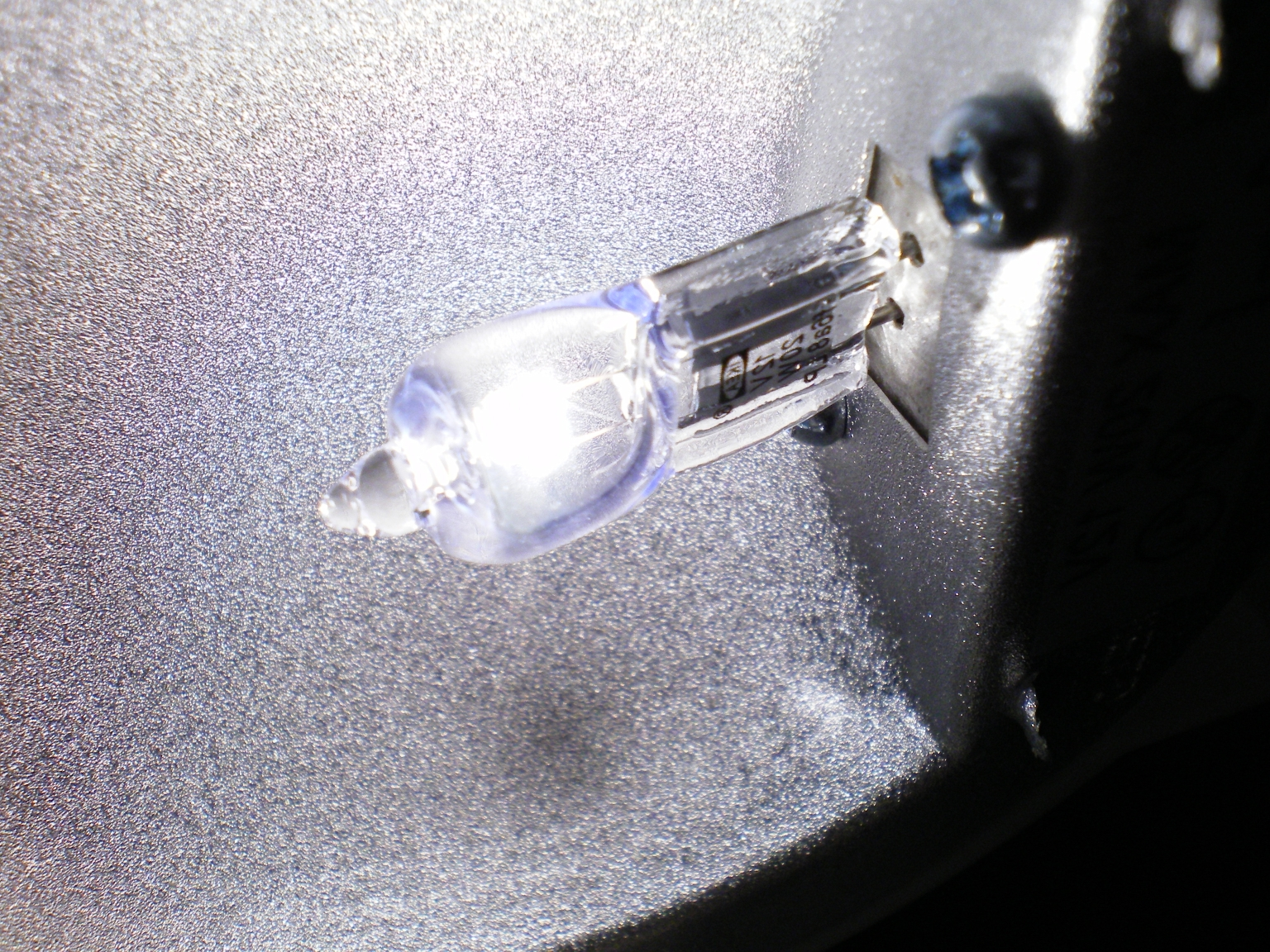
مصباح هالوجين بعد نزع الغطاء الزجاجي

الأصل أنها مصابيح تنجستين وأضيف لها أحد الهالوجين (يود - بروم - فلور) ويصدر عنها حرارة عالية لذا يتم استخدام الكوارتز في زجاج البصيلة الخاص بها، وفكرة عمله أنه عندما يتحد بخار التنجستين مع الهالوجين المضاف فإن الجزيئات الناتجة تقترب من الفتيل التنجستين الساخن وترسب عليه، وبالتالي فقد إختفت معه ظاهرة السواد الداخلي. وهذه الدورة إسترجاعية أي أن المادة المتكونة مع ارتفاع درجة حرارة الفتيل تتحلل مرة أخرى إلى تنجستين وهالوجين وهكذا.
وقد أدت فكرة هذه الدورة إلى إطالة عمر المصباح إلى 2000 ساعة كحد أدنى بدلا من 1000 ساعة، وإلى زيادة الكفاءة الضوئية إلى 21 لومن / وات مع الاحتفاظ بأمانة نقل ألوان عالية تقترب من 100 %. لكن لا يفضل معه خفض الجهد. وللتخلص من ظاهرة التسويد تم خفض الغلاف الزجاجي إلى 90 % من حجم المصباح متوهج عادي له نفس القدرة.
وتستخدم بكثرة في الأماكن التي تحتاج إلى قدرة صغيرة وإضاءة عالية، وأمانة عالية لنقل الألوان مثل أجهزة تسليط الشرائح (بروجكتور), ومصابيح السيارات، وإضاءة المسارح، كما يستخدم في المنازل والمحلات.
أما القدرة بالوات فلها تنوع كبير وأشهرها: 20 - 35 - 50 - 75 - 100 - 150 - 300 - 500 .

#### الأنواع حسب الجهد
لها نوعين رئيسيين نوع يعمل على الجهد الأساسي أو ما يسمى بجهد الشبكة 220 فولت (تختلف باختلاف البلد) ونوع يعمل بجهد فائق الانخفاض ويسمى لسهولة الجهد المنخفض 12 فولت، 24 فولت.
الميزة الرئيسية للنوع الأول (الذي يعمل على الجهد الأساسي):
1. لا يحتاج إلى محول.
2. تنوع الوات فيه كبير فمثلا يوجد 300 وات، 500 وات، 2000 وات، ويتواجد هذا التنوع في الجهد الأساسي فقط ولا يمكن الحصول عليه في الجهد المنخفض.

الميزة الرئيسية للنوع الثاني (مصابيح الجهد المنخفض):
1. حجم المصباح صغير بالمقارنة مع النوع الأول، وكذلك حجم جهاز الإنارة يكون صغير جدا قد يصل إلى 50 ملم، أو حتى أصغر. وقد تصل فتحة جهاز الإنارة إلى 30 ملم.
2. عمره أطول لذلك يكثر استخدامه، فقد يصل عمر المصباح إلى 6000 ساعة عمل.

#### المميزات

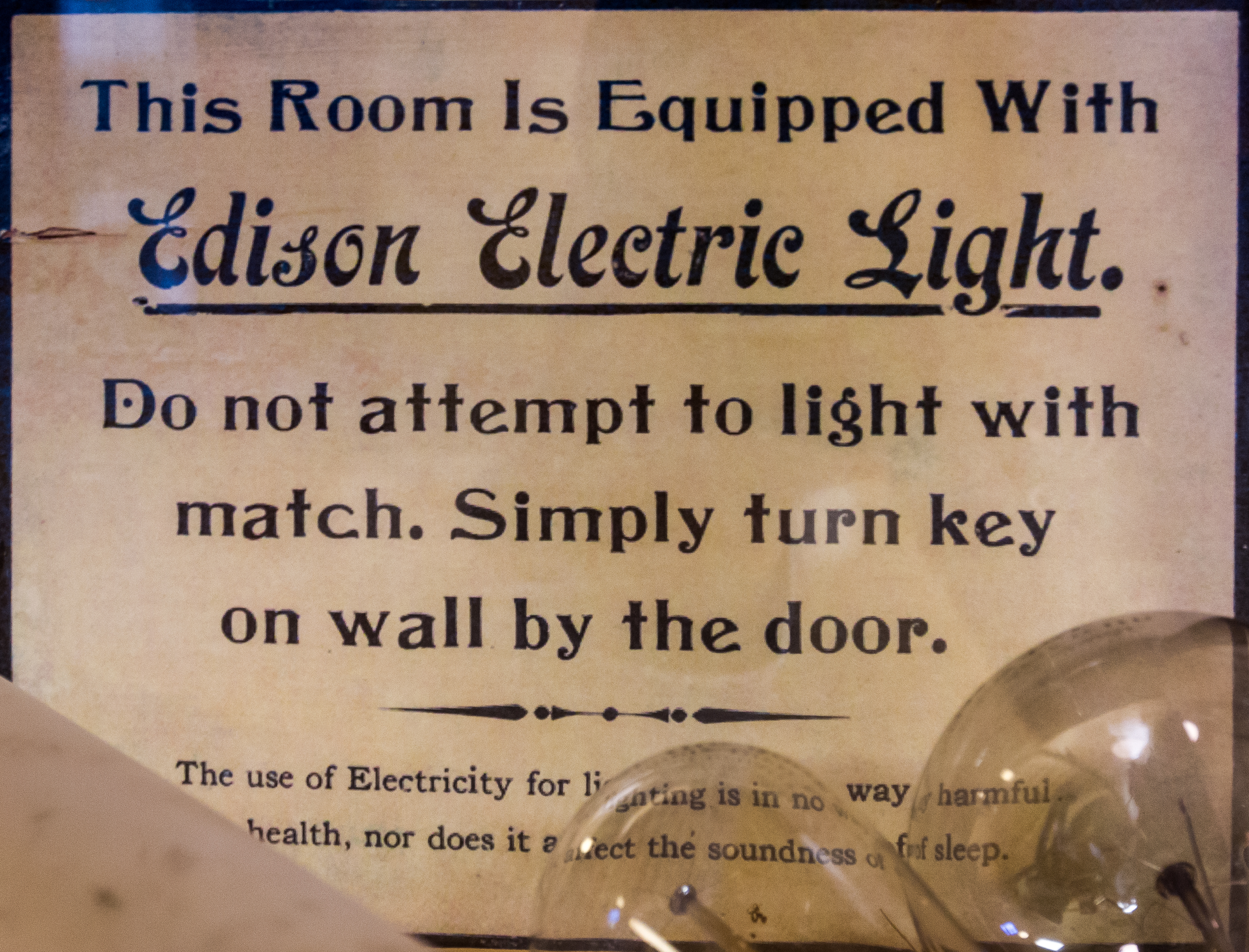
تعليمات حول كيفية استخدام المصباح

1. لها درجة إظهار لون عالية جدا أعلى من جميع المصابيح الأخرى وتصل إلى 100 % مقارنة مع ضوء الشمس.
2. الطيف اللوني لها قريب من الطيف اللوني لضوء الشمس.
3. لونها أصفر دافئ.
4. هذه المصابيح تصلح لإظهار بريق المجوهرات والمعادن.
5. حجمها صغير جدا مما يجعل التحكم بالحزمة الضوئية سهل.
6. يمكن إعتامها بسهولة من 0 - 100 % .
7. سعرها رخيص بشكل عام مقارنة مع المصابيح الأخرى.

#### كود المصباح
يوجد العديد من الاختصارات للمصابيح ولكن أكثرها انتشارا هو الصادر عن الهيئة الفيدرالية الألمانية لصناعة الكهرباء والإلكترونيات ZVEI .
| أحرف القسم الأول QR أو QT | الرمز                                     |
| ------------------------- | ----------------------------------------- |
| الحرف الأول Q             | Q هي الكوارتز                             |
| الحرف الثاني T أو R       | المصابيح الأنبوبية T / للمصابيح العاكسة R |

ويكون هناك أرقام للقسم الثاني تعبر عن قطر المصباح بالملم وقد يكون هناك بعد الأحرف تعبر عن المصباح العاكس أو للأنبوب ذو النهايتين
| الرمز | المعنى                                                                     |
| ----- | -------------------------------------------------------------------------- |
| DE    | للمصابيح ذو النهايتين                                                      |
| CB    | مصباح له ضوء بارد ويرسل الحرارة لأعلى المصباح                              |
| CBC   | مصباح له ضوء بارد ويرسل الحرارة لأعلى المصباح والعاكس مغطي من الأسفل بزجاج |
| 12    | مصباح له قطر 12 ملم                                                        |
| 35    | مصباح له قطر 35 ملم                                                        |
| 51    | مصباح له قطر 51 ملم                                                        |
| 111   | مصباح له قطر 111 ملم                                                       |

## رمز المصباح في الدائرة الكهربائية
- التقاطع في الدائرة، والذي يمثل عادة مؤشراً للمصباح.
- انبعاج نصف دائري في شكل دائرة، والذي يمثل عادة المصباح كمصدر للضوء أو إضاءة.

## مصابيح التفريغ الغازي

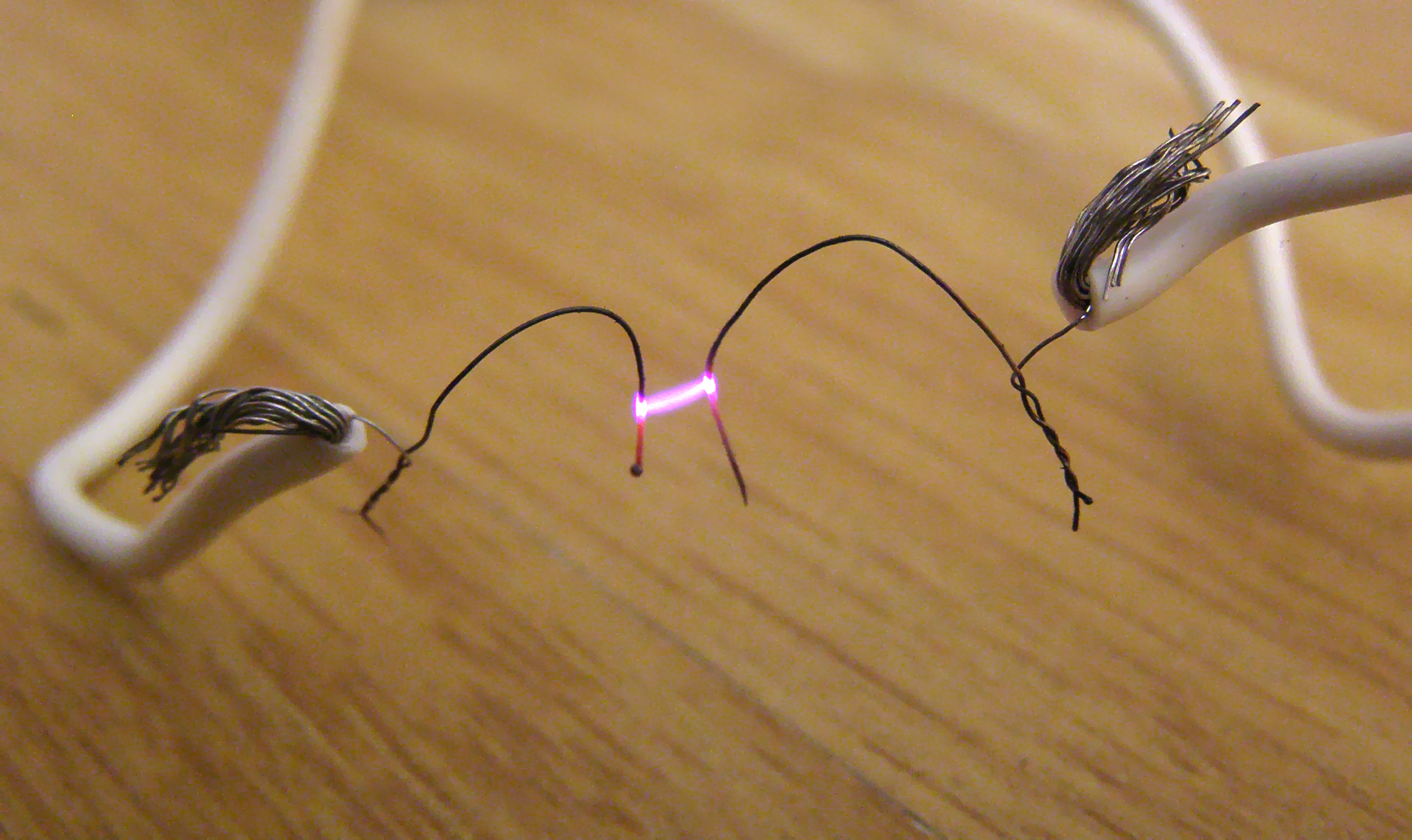
قوس كهربي بين سلكين.

تنتج مصابيح التفريغ غازية الضوء عن طريق مرور الكهرباء عبر غاز تحت الضغط، بدلا من توهج الفتيلة كما في المصابيح المتوهجة. ومثل هذه العملية تسمى بالتفريغ الكهربائي، ولذا تسمى هذه المصابيح أحيانا بمصابيح التفريغ الكهربائي. وتضم هذه العائلة من المصابيح: المصابيح الفلورية، ومصابيح النيون، ومصابيح الصوديوم منخفضة / عالية الضغط، ومصابيح بخار الزئبق عالية الضغط، ومصابيح الهاليد المعدنية.

### الفكرة العامة
الفكرة العامة لكافة هذه المصابيح هو حدوث قوس كهربائي خلال غاز تحت ضغط منخفض أو مرتفع. وفي أغلب هذه المصابيح يكون هناك غازين خاملين بداخل المصباح: الأول يكون سريع التأين ويسمى غاز البدء، ويحتاج لجهد عالي عند البدء، أما الغاز الثاني فتستثار ذراته باصطدام الإلكترونات المنبعثة من إلكترودات اللمبة (التي تصنع غالبا من التنجستين), ويصاحب ذلك انبعاث للخطوط الطيفية الخاصة بهذه الذرات، ولذا ستختلف الألوان الصادرة عن هذه المصابيح حسب الغاز الثاني الموجود بداخلها، وتسمى اللمبة غالبا باسم هذا الغاز (الصوديوم، النيون، الزئبق).
وينشأ عن القوس الكهربي في الغاز الثاني تيار عالي جدا، لا سيما وأن مقاومة القوس سالبة أي أنها تنقص مع زيادة التيار فتحدث زيادة مضطردة في قيمة التيار، ولذا نحتاج إلى ملف كابح يوصل على التوالي مع المصباح للحد من هذا التيار طوال مدة تشغيل المصباح. 

وللملف الكابح وظيفة أخرى هي المحافظة على فرق الجهد خلال اللمبة ثابتا طوال فترة التشغيل، ومع وجود هذه الملفات أصبح من الضروري استخدام مكثفات لتحسين معامل القدرة في هذه النوعية من المصابيح بسبب انخفاض معامل القدرة الخاص بها.
ويجب الإشارة هنا إلى أن للملف الكابح وظيفة أخرى تحدث تحديدا عند البدء فقط، حيث يساهم بصورة أساسية في توليد الجهد العالي اللازم لعملية البدء. فعند توصيل الكهرباء لدائرة المصباح يقوم البادئ بتوصيل تيار صغير يمر خلال الملف الكابح، وينشأ هذا التيار مجالا كهربيا صغيرا في الملف، لكن هذا البادئ سرعان ما يفصل وينقطع التيار. وهنا نستفيد من الحثية العالية التي يتميز بها الملف، حيث سيحاول هذا الملف الإبقاء على التيار داخله ومنعه من الانهيار (فإذا زاد التيار خلاله فإنه يحاول منعه من الزيادة وإذا نقص فإنه يحاول منعه من النقصان، وهي القاعدة المعروفة بقاعدة لنز). وهذه الخاصية مفيدة جدا لأن محاولة الملف منع التيار من التناقص سينشأ عنها ظهور جهد عالي لحظي بين أطراف الملف وتتأثر اللمبة بهذا الجهد العالي فيحدث انهيار لعزلية الغاز الموجود بداخلها فيحدث تفريغ للغاز، ويصبح موصلا. وقد يحتاج لعدة محاولات للوصول إلى التوصيل الدائم حيث تصبح درجة الحرارة داخله مناسبة. وهذه الفكرة العامة تكاد تكون مشتركة في كافة أنواع مصابيح التفريغ.
وباستثناء المصابيح الفلورية فإن مصابيح التفريغ الغازي لا تستخدم في المنازل، حيث تبدو ألوان الأشياء مختلفة عن لونها الطبيعي بدرجة كبيرة على الرغم من أنها تعمر مدة أطول، وتعطي ضوءا أشد، مقابل كل وات من القدرة، وهي من هذا الجانب أكفا من المصابيح المتوهجة.

### الألوان
لكل غاز طيف إنبعاث خاص به يعتمد على الطول الموجي، وهذا الطيف هو المسئول عن تحديد لون إضاءة المصباح. وهذة بعض ألوان الغازات حسب ما نشرته هيئة الإضاءة الدولية:
| الغاز                     | اللون                                                                           | الطيف                          | ملاحظات                                               | الصورة |
| ------------------------- | ------------------------------------------------------------------------------- | ------------------------------ | ----------------------------------------------------- | ------ |
| الهيليوم                  | من أبيض إلى برتقالي، ويمكن أن يكون رمادي أو أزرق تحت ظروف معينة                 |                                | يستخدم بواسطة الفنانين لأغراض إضاءة خاصة.             |        |
| النيون                    | برتقالي محمر                                                                    |                                | يستخدم للضوء الشديد، ومع لافتات النيون ومصابيح النيون |        |
| الأرجون                   | بنفسجي إلى أزرق شاحب                                                            |                                | يستخدم مع مصابيح بخار الزئبق                          |        |
| الكريبتون                 | رمادي إلى أخضر                                                                  |                                | يستخدم بواسطة الفنانين لأغراض إضاءة خاصة.             |        |
| الزينون                   | رمادي، وتحت تيار عالي يكون ما بين الأخضر والأزرق                                |                                | يستخدم في مصابيح السيارات.                            |        |
| النيتروجين                | يشبة الأرجون ولكنة باهت، ويظهر كلون وردي إذا تعرض لتيارات عالية                 |                                |                                                       |        |
| الأكسجين                  | من البنفسجي إلى الخزامي (اللافندر)                                              |                                |                                                       |        |
| الهيدروجين                | خزامي في الحالة الطبيعية، ومن وردي إلى ماجنتي للتيارات الأكبر من 10 ميللي أمبير |                                |                                                       |        |
| بخار الماء                | مثل الهيدروجين، ولكن أبهت                                                       |                                |                                                       |        |
| ثاني أكسيد الكربون        | ما بين الأزرق والأبيض، وفي التيارات المنخفضة يكون أفتح من الزينون.              |                                | يستخدم في ليزر ثنائي أكسيد الكربون.                   |        |
| بخار الزئبق               | أزرق فاتح إلى الأشعة فوق البنفسجة                                               | الأشعة فوق البنفسجية غير مرئية | مصابيح بخار الزئبق                                    |        |
| بخار الصوديوم - ضغط منخفض | عنبري فاتح                                                                      |                                | مصابيح بخار الصوديوم.                                 |        |

### الأنواع

#### مصابيح الفلورسنت

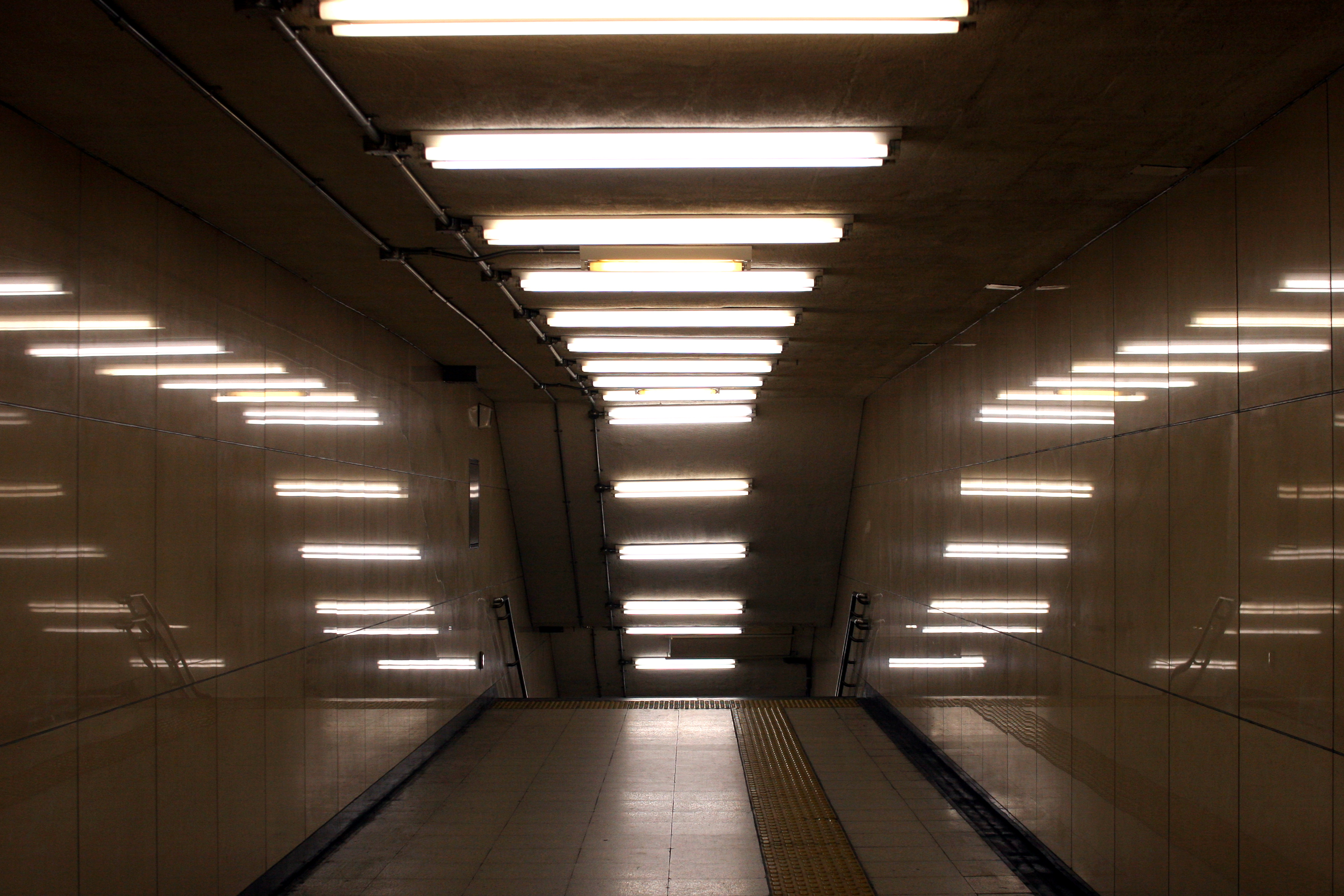
الإضاءة باستخدام مصابيح الفلورسنت

مصابيح الفلورسنت وتسمى أيضا بمصابيح الزئبق منخفض الضغط يتركب من إلكترودين عند الأطراف (يسميان بالأنود والكاثود), تنبعث منهما إلكترونات عند تسخينها، وغالبا تكون مصنوعة من تنجستين مطلي بالباريوم، وتوضع الإلكترودات داخل أنبوب أسطواني يحتوي على خليط من بخار الزئبق والأرجون تحت ضغط منخفض جدا (وهذا يساعد على إبقائه على هيئة غاز), كما يحتوي السطح الداخلي للأنبوب على مادة فوسفورية تقوم بإمتصاص الأشعة الفوق بنفسجية التي تنطلق لدى مرور تيار في غاز بخار الزئبق (وهي عبارة عن موجات غير مرئية) وتطلق هذه المادة بعد إمتصاصها لهذه الأشعة موجات ضوئية بجميع الأطوال الموجية مما ينشئ اللون الأبيض المميز لهذه اللمبات.

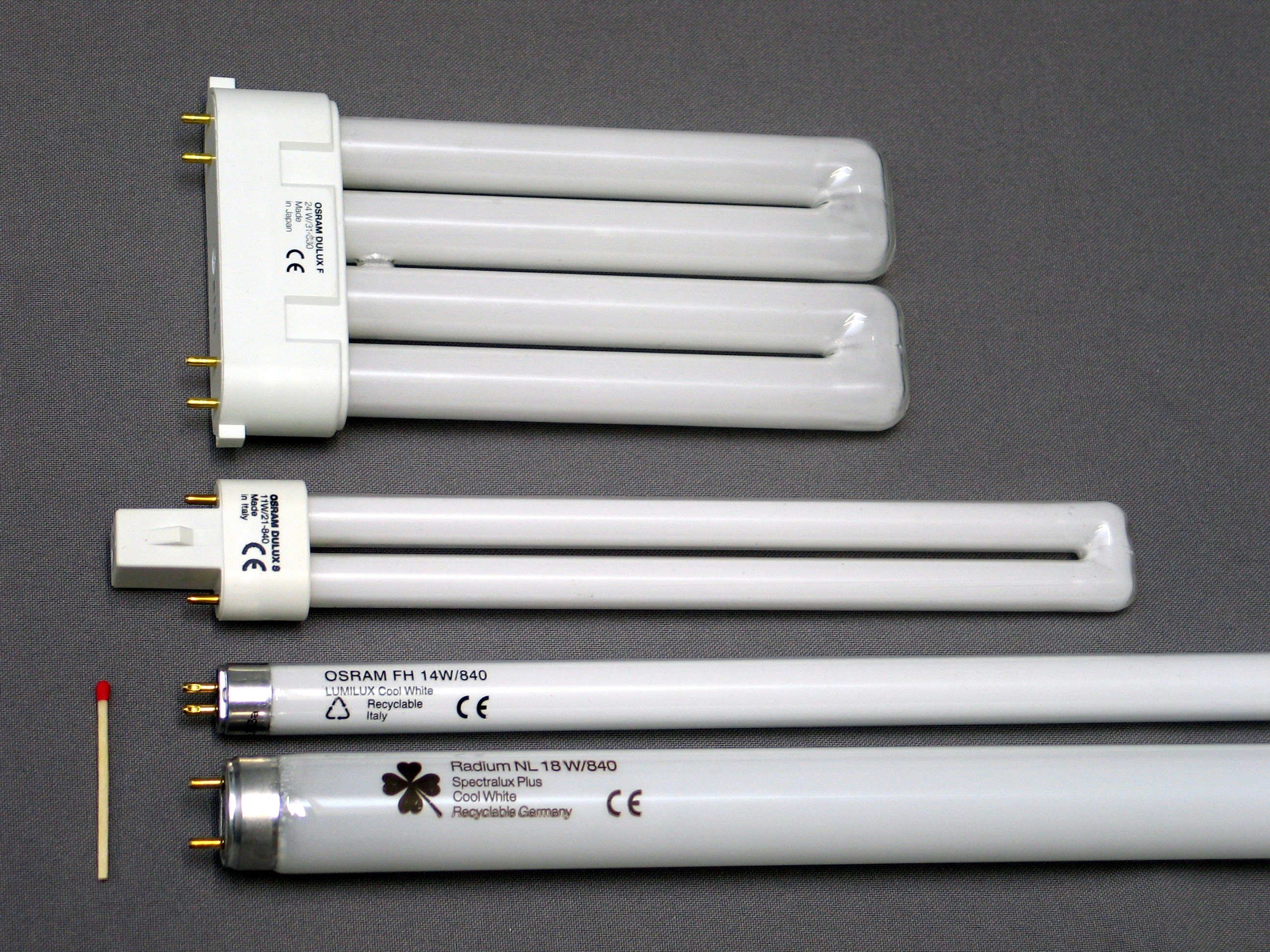
مصباح الفلوريسنت

ويحتاج المصباح إلى بادئ تشغيل (أنبوب صغير بداخله غاز الأرجون سريع التأين وبه إلكترودين قريبين لبعضهما لتسهيل عملية التفريغ) ويحتاج كذلك إلى ملف كابح.
وعند توصيل طرفي اللمبة إلى مصدر كهربي (متردد) فإن جهدا كهربيا سينشأ بين طرفي اللمبة وطرفي البادئ، لكن وبسبب كون الغاز داخل الأنبوب باردا في بداية التشغيل فإن الإلكترونات المنبعثة من الفتيلة ستلاقي مقاومة للمرور عبر الغاز، لهذا ستمر عبر البادئ الذي يتأين غازه أسرع، ثم تمر عبر إلكترودات مصباح النيون، وبمرور التيار فإن الإلكترودين سيسخنان بشكل كبير (وهي اللحظة التي يحمر فيها طرفي المصباح).

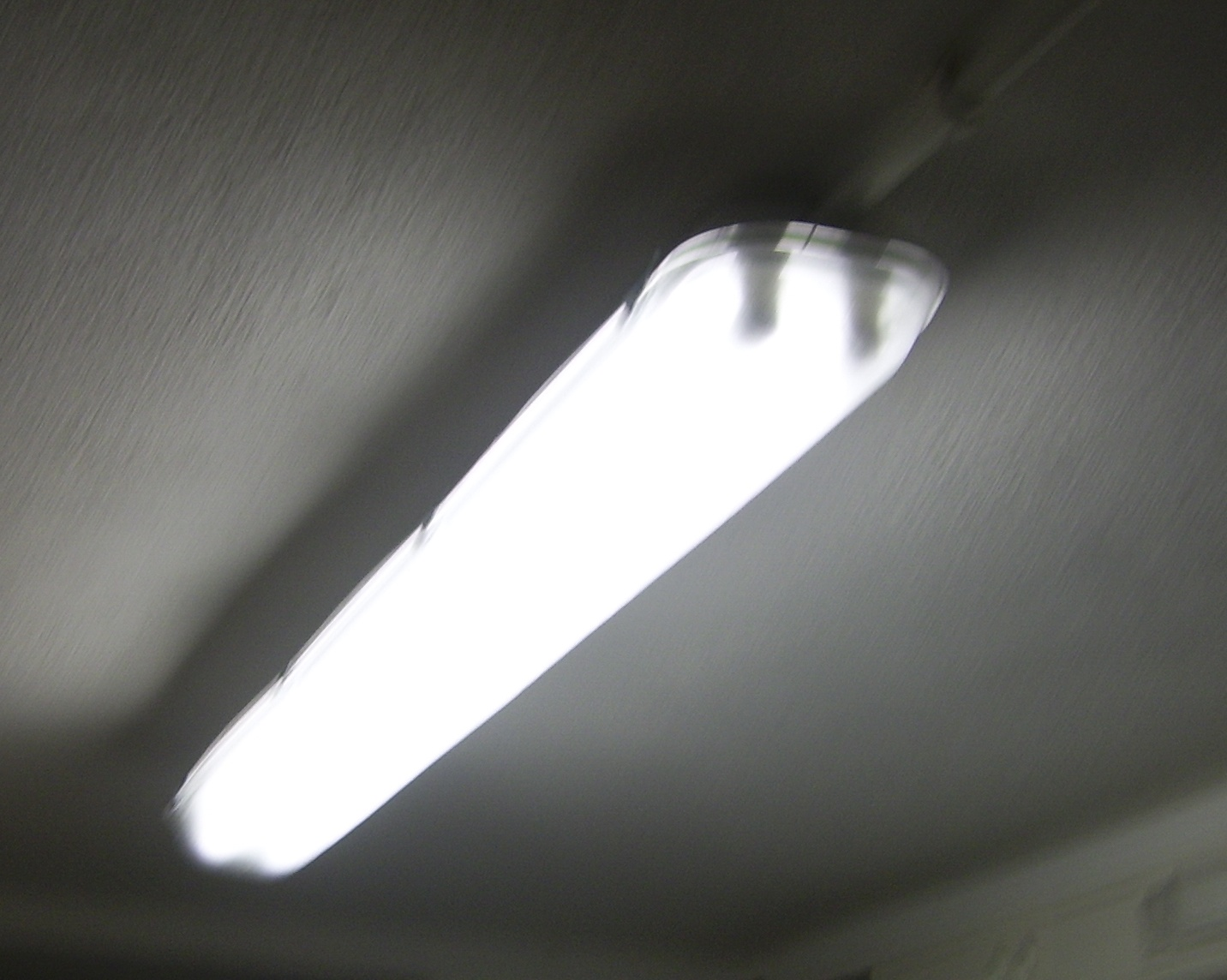
مصباح فلوريسنت طويل

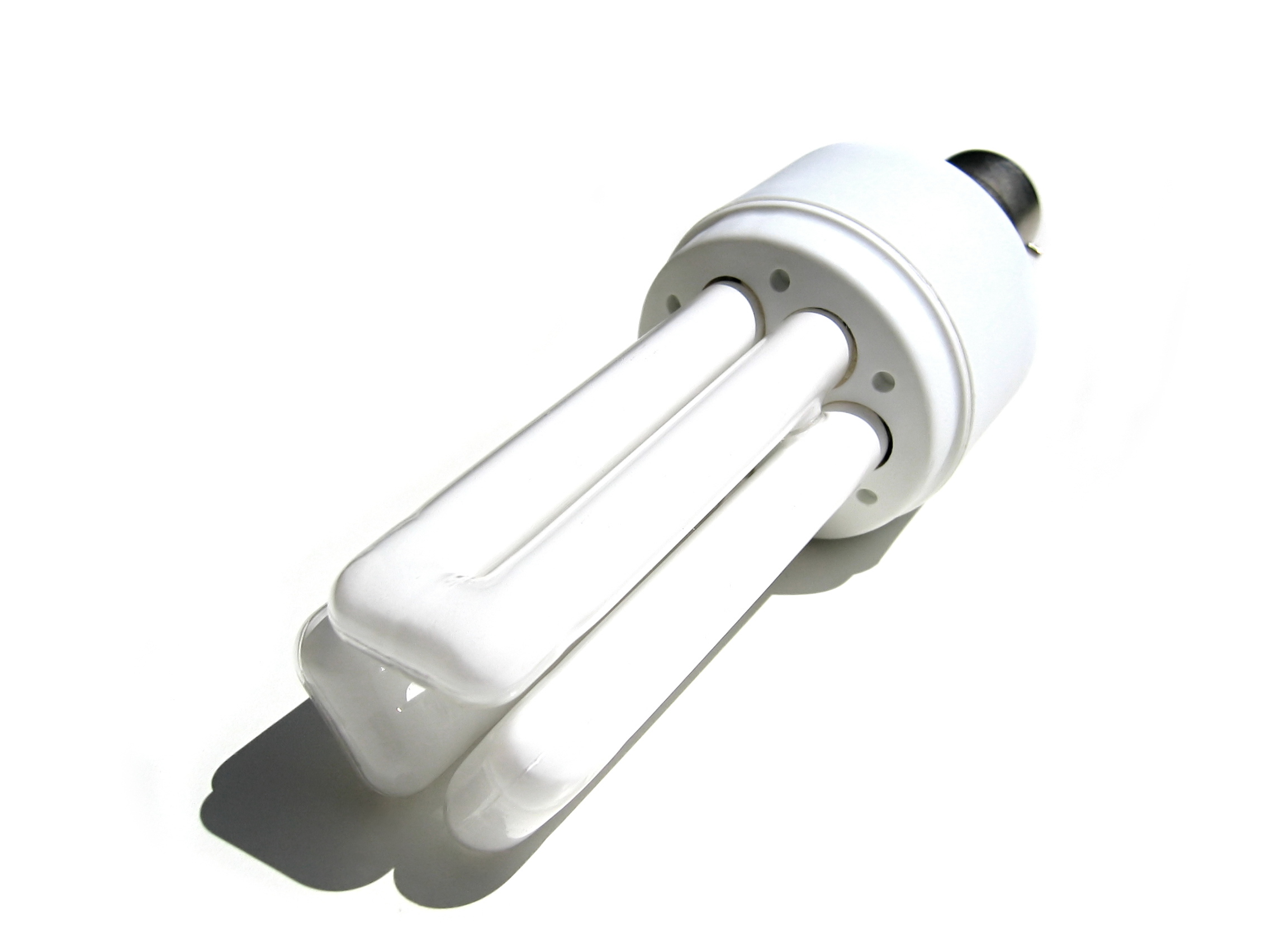
المصباح المدمج

ومعروف أن الإلكترونات تكون سريعة في المواد الساخنة، مما سيجعل عملية قذف الإلكترونات أسهل ليمر عبر الغاز فتمر أول دفعة من الإلكترونات (وهي التي تسخن الغاز داخل الأنبوبة الإسطوانية قليلا) ثم ما يلبث التيار خلال الأنبوب الرئيسي أن ينقطع لأن الغاز لم يسخن لدرجة كافية، فينتقل مرة أخرى ليمر عبر البادئ، ليسخن الإلكترودين من جديد، وتنتقل الدفعة الثانية من الإلكترونات عبر الغاز. وتتكرر هذه العملية عدة مرات حتي يسخن الغاز بشكل كاف ليكون مرور الإلكترونات عبره أسهل من مروره على البادئ (لهذا يومض المصباح عدة مرات قبل أن يعمل), ويقوم الملف الكابح بمنع التيار من الارتفاع لقيم عالية بعد تمام الإضاءة وحدوث التفريغ خلال أنبوبة المصباح الرئيسية.
وفي المحاولات الأولى في بداية التشغيل عندما ينقطع التيار خلال البادئ فإنة يتولد جهد عالي، فينكسر عزل الغاز في الأنبوب الرئيسي ويخدث تفريغ بين الإلكترودين الأصليين ويمر التيار الذي ما يلبث أن ينقطع لان الغاز لم يسخن لدرجة كافية.
المميزات 
- تتميز هذا المصابيح بأنها تعطي ضعف الكفاءة الضوئية للمصابيح المتوهجة.
- زمن البدء 2 - 5 ثانية (الأنواع الجديدة لها بدء سريع).
- الألوان متنوعة (الأبيض - دافئ - ديلوكس يشبه المتوهج).
- العمر يصل إلى 7500 ساعة.
- الكفاءة الضوئية حوالي 80 ليومن / وات.

العيوب 
- معامل القدرة منخفض.
- يتأثر الضوء بالتقادم (يتراكم مسحوق على السطح الداخلي).
- يتأثر بالحرارة (تؤثر على كمية الطاقة الفوق بنفسجية من القوس).
- لا يعمل إذا إنخفض الجهد عن 75% .
- نستخدم مكثف لتقليل تأثير التداخل مع أجهزة الاتصالات وأيضا لتحسين معامل القدرة.

ورغم أن أغلب المصابيح الفلورية عبارة عن أنبوبة إسطوانية الشكل إلا أنة توجد مصابيح على شكل حرف U أو دائرية الشكل، كما أنة توجد ثلاثة أنواع من المصابيح الفلورية حسب تشغيلها وهم:
1. مصباح ذو تسخين متقدم «قبل بدء التشغيل» وهو يحتاج إلى بادئ من نوع خاص.
2. مصباح سريع البدء ولا يحتاج إلى بادئ، ويستغرق البدء فيه ثانية أو ثانيتين.
3. مصباح لحظي البدء ولا يتحاج إلى بادئ بل تنبعث الإلكترونات على البارد من مادة يطلي بها الإلكترودين.

#### مصابيح بخار الزئبق عالي الضغط

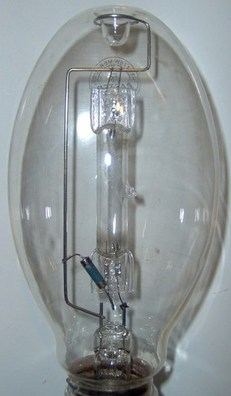
مصباح بخار الزئبق عن قرب

يتكون مصباح بخار الزئبق من أنبوبتين زجاجيتين، إحداهما داخلية (أنبوب التفريغ) وهي التي تحدث فيها القوس الكهربي. والآخرى خارجية تحفظ أنبوبة القوس من تغيرات درجة الحرارة وفي بعض الأحيان تعمل كفلتر لإبعاد بعض أطوال الموجات الصادرة من إشعاعات القوس. وقد تحتوي بعض البويصلات الخارجية على طبقة من الفسفور، وتعرف هذة المصابيح بمصابيح الزئبق الفلورسنتية.
وأنبوب التفريغ الداخلي مصنوع من الكوارتز (لأنه يتحمل أكثر من 700 درجة مئوية كما يتحمل التغيرات المفاجئة في الحرارة ولا يمتص الضوء المرئي), ويوضع بداخة مادتي الزئبق والأرجون، ويوجد بداخلة أيضا إلكترودين أساسين بالإضافة إلى إلكترود بدء يوضع قريب من أحد الإلكترودين الأساسين ومتصل كهربيا بالآخر عن طريق مقاومة بدء. والمجموعة كلها توضع داخل أنبوب زجاج عادي خارجي بينهما غاز خامل.
وعند التوصيل بجهد كهربي يحدث توهج بين الإلكترود والبادئ، فيتأين غاز الأرجون سريعا وينتشر حتي يصل للإلكترود الآخر فيسخن الإلكترودين الأصليين وتبعث الإلكترونات ويحدث ما يسمى بالتفريغ الكهربي.

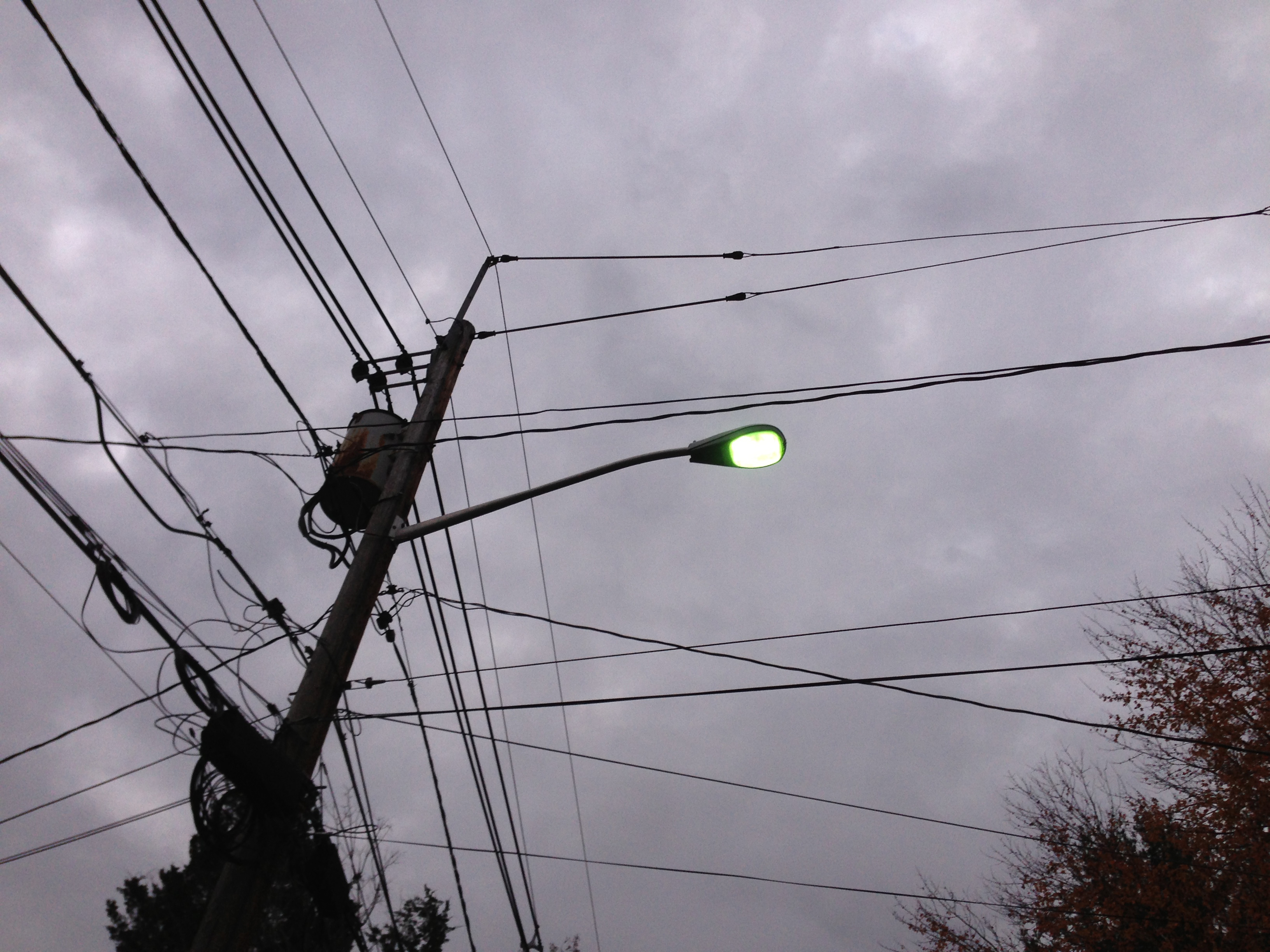
إضاءة الشوارع باستخدام مصابيح بخار الزئبق

لكن التفريغ حتي الآن يحث تحت ضغط منخفض ويتميز باللون الأزرق، لكن سرعان ما يتبخر الزئبق بالحرارة ويزيد ضغطه ليصل إلى 15 ضغط جوي، فيزداد النصوع ويظهر اللون الأبيض المشرب بالزرقة. وهذة الإشعاعات الصادرة من هذة المصابيح تقع في مدى الأشعة فوق البنفسجية (غير مرئية) ولذا تحتاج هذة المصابيح لمادة فلورية لتحويل الأشعة الغير مرئية إلى ضوء مرئي.
المميزات
- العمر يصل إلى 20000 ساعة.
- اللون أبيض مزرق لغياب اللون الأحمر.
- الكفاءة الضوئية 40 - 60 لومن / وات.
- يستخدم في إضاءة الشوارع (لاحظ أن البهر المصاحب لهذا المصباح عالي جدا ولذا يجب ألا يوضع في مستوى البصر بل على ارتفاعات عالية).

العيوب
- أمانة النقل منخفضة (15% - 52%).
- البدء وإعادة التشغيل يحتاج من 4 إلى 7 دقائق.

#### مصابيح الصوديوم منخفض الجهد

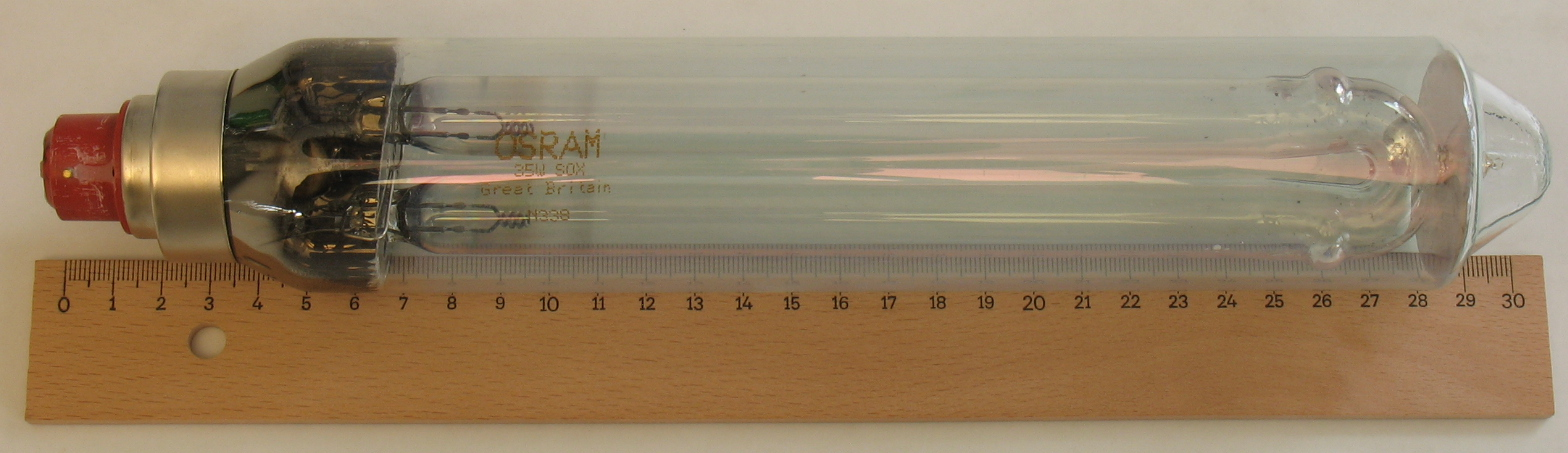
مصباح صوديوم منخفض الجهد 35 وات (لا يعمل)

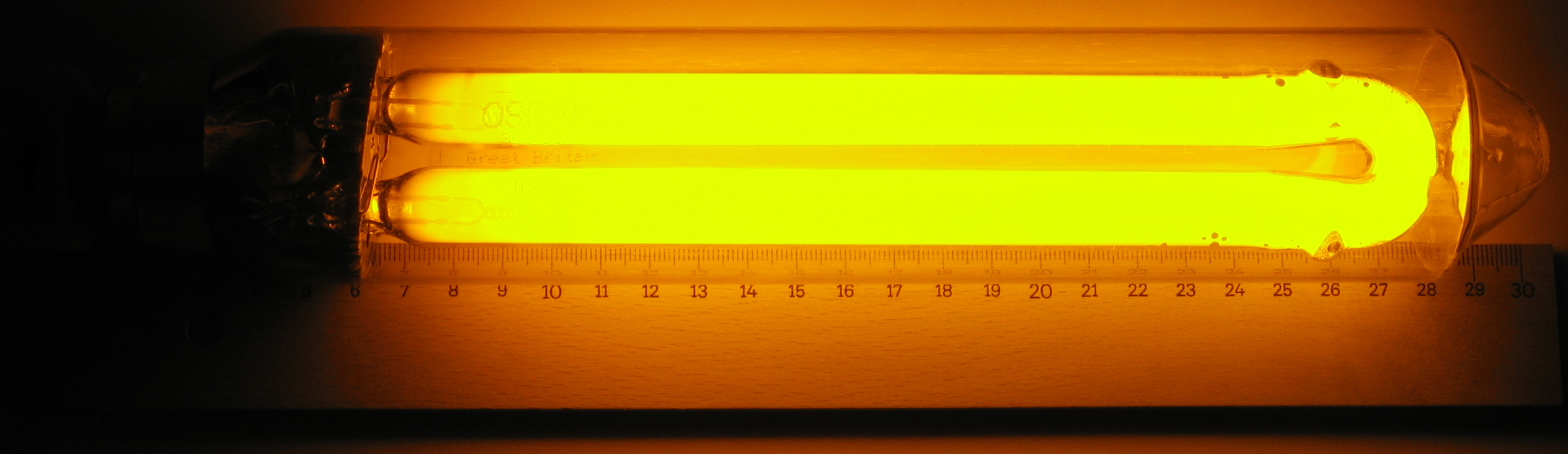
مصباح صوديوم منخفض الجهد 35 وات (يعمل)

مثل مصباح الزئبق منخفض الضغط (الفلورسنت) مع فارق جوهري أنه لا يحتاج لمادة فسفورية لأنه ينتج الضوء مباشرة حيث يتولد الضوء عن طريق التفريغ الغازي الذي يتم في وسط له ضغط منخفض يتكون من غاز صوديوم، وغاز خامل (نيون), أو أرجون تحت ضغط منخفض، ويقع الإشعاع الناشئ عن التفريغ الغازي في مجال اللون الأصفر فقط ولذك فهو وحيد اللون، ولا يحتاج لمادة فلورية مثل مصابيح الزئبق.

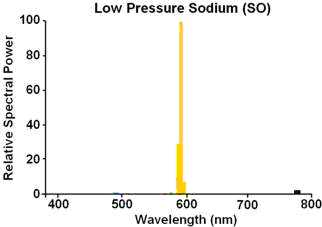
الطيف الإنبعاثي لمصباح صوديوم منخفض الجهد

وتكون أنبوبة التفريغ الداخلية في هذة المصابيح عادة على شكل U ومزودة عند كل طرف بفتيلة مكسية بمادة انبعاثية، وعند التسخين يبدأ التفريغ فيظهر اولا بلون أحمر برتقالي حتي ترتفع درجة الحرارة فيبدأ الصوديوم في عملية التفريغ ويتحول الضوء إلى الأصفر، وتتراوح فترة بداية التشغيل حتي إعطاء الإضاءة الكاملة من 7 إلى 15 دقيقة، وتتم المحافظة على درجة الحرارة عن طريق العزل الحراري للأنبوبة .
المميزات
- لا يحتاج وقت لإعادة البدء .
- أعلى كفاءة ضوئية على الإطلاق (133 - 183) لومن / وات.
- يصل عمره إلى 15000 ساعة وقدرتة بين 35 إلى 180 وات.

العيوب
- يحتاج إلى حوالي 10 دقائق لوصول الضوء إلى أقصى شدة .
- يعتبر الأسوأ من حيث أمانة نقل الألوان 23% , ولا يمكن تمييز الألوان على ضوئة لذلك يستخدم في الإضاءة الخارجية فقط كما في الشوارع والمطارات.

#### مصابيح الصوديوم عالي الضغط

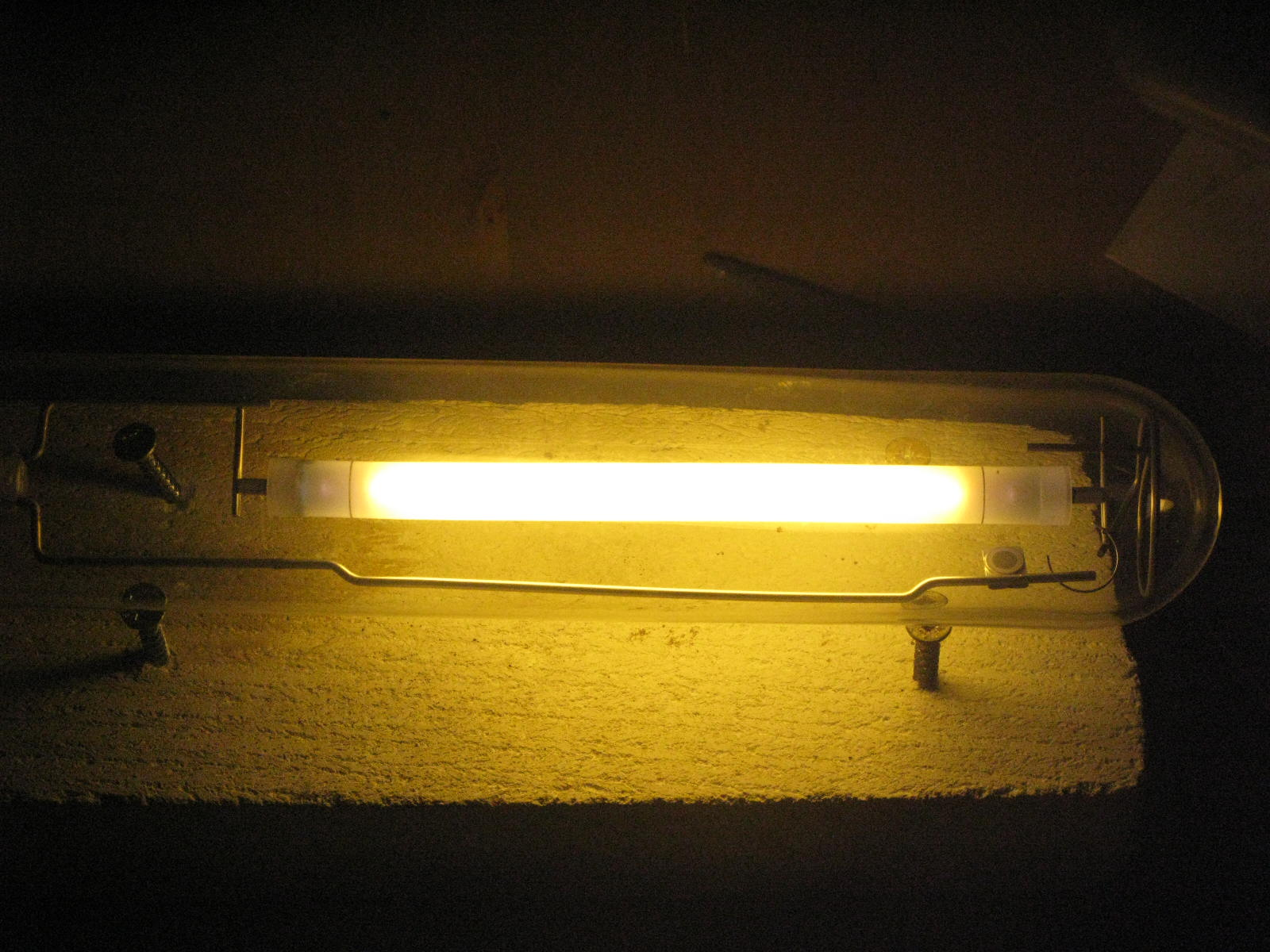
مصباح الصوديوم عالي الضغط

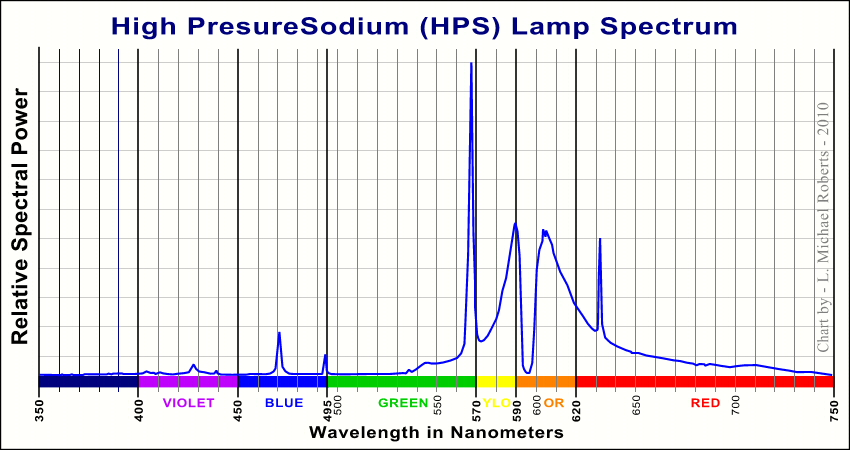
مخطط للطيف الإنبعاثي لمصباح صوديوم عالي الضغط.

مثل الزئبق عالى الضغط مع اختلاف المادة، وتعتمد فكرة عمله على حدوث تفريغ لبخار الصوديوم عند ضغط عالي . والفرق بينه وبين الصوديوم منخفض الضغط أن طول موجات الإشعاع تكون على مدى أوسع من الطيف المرئي مما يجعل اللون أصفر ذهبي به كمية من اللون الأحمر وكمية صغيرة من الأزرق والبنفسج . وبالإضافة إلى الصوديوم تحتوي الأنبوبة على كمية من الزئبق وغاز الزينون الذي يساعد على عملية بدء المصباح . والغلاف الخارجي للمبة ينتج على شكل بيضاوي أو أنبوبي.
وقد استخدمت هذة التقنية بعد اكتشاف مادة أكسيد الألومنيوم التي لا تتفاعل مع الصوديوم حتي مع الضغط المرتفع والحرارة العالية، كما أنها مادة شفافة تقريبا لا تحجب الضوء . وتوضع الأنبوبة داخل غلاف زجاجي مفرغ لعزلها حراريا . وبالإضافة إلى الصوديوم تحتوي الأنبوبة على كمية من الزئبق حيث يرفع الزئبق الكفاءة الضوئية للمصباح عن طريق خفض المفاقيد الناتجة عند التوصيل الحراري والناتجة عن التوصيل الكهربي، كما يحتوي على غاز الزينون الذي يساعد في عملية بدء المصباح .
والمصباح له كفاءة ضوئية عالية 125 لومن / وات. وأمانة متوسطة لنقل الألوان تصل إلى 45% ولذا تستخدم في الإضاءة الخارجية . ويصل عمر المصباح إلى 24000 ساعة، وعند بدء التشغيل يحتاج المصباح إلى 6 دقائق ليصل إلى 80 % من أقصى شدة، ويحتاج بعد إطفاءة إلى 3 دقائق لإعادة تشغيله .

#### مصابيح الهاليد المعدني

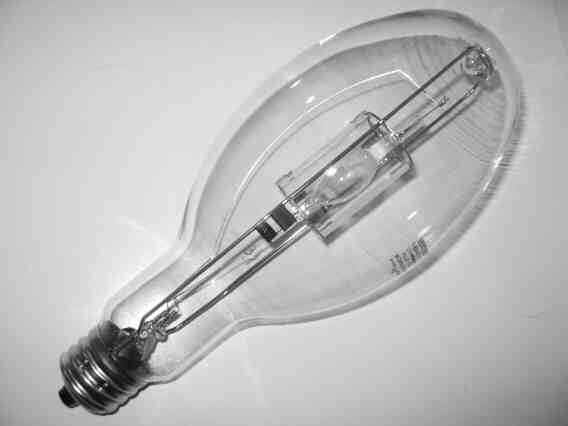
مصابيح الهاليد المعدنية

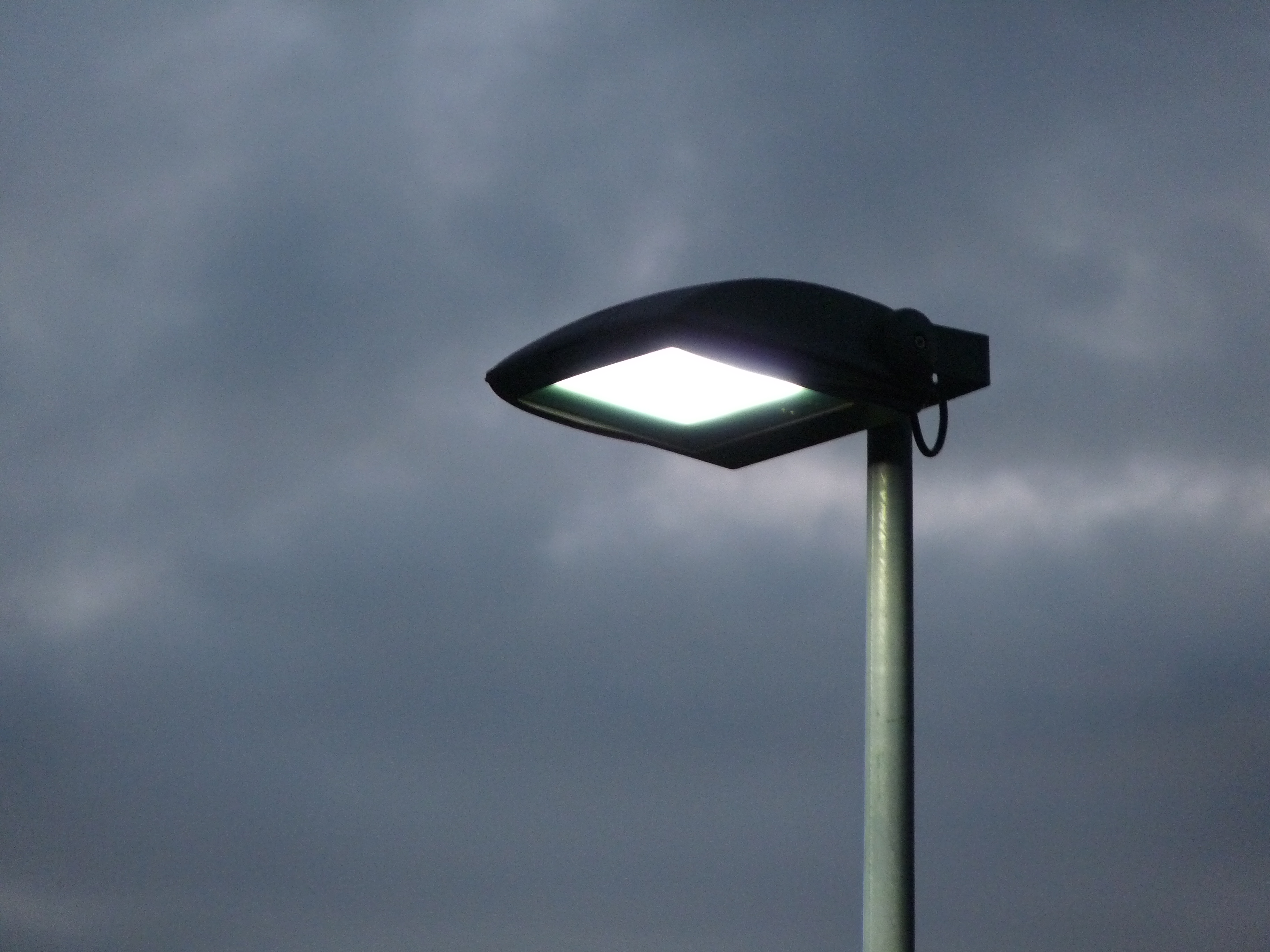
إنارة الشوارع باستخدام مصابيح الهاليد المعدنية

الهاليد المعدني هو مركب ثنائي العنصر من أحد الهالوجينات وهو اليود وعنصر معدني آخر يكون إما الصوديوم أو الثاليوم أو الكانديوم، ويمكن مع استعمال الهاليد الحصول على أمنة نقل ضوء ممتازة (60 -90) وكفاءة ضوئية عالية (70 - 100) لومن / وات. وهو يصنع بقدرات عالية غالبا (1000 - 2000 - 3500) وات. وطريقة التشغيل مثل المصباح الزئبقي.
المميزات
- الكفاءة والأمانة عاليا .
- يستخدم غالبا في الشوارع والملاعب.

العيوب 
- زمن البدء يتراوح بين 5 - 6 دقائق، لكن يحتاج إلى ربع ساعة لإعادة التشغيل .
- العمر أقل من 7000 ساعة.

#### مصابيح الزينون

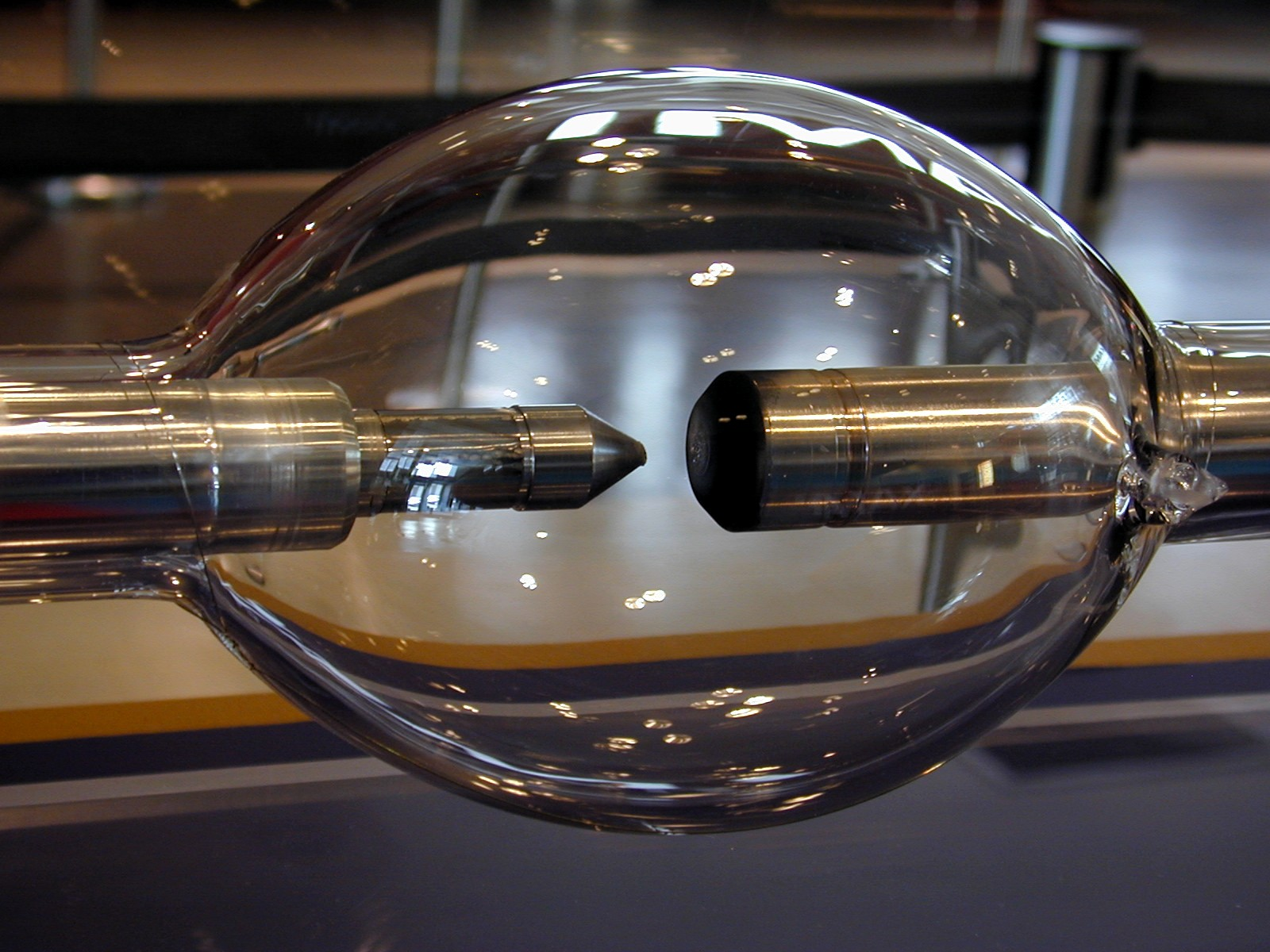
مصباح زينون 15 كيلو وات

من نوعية مصابيح التفريغ عالي الجهد لكن بداخلها غاز الزينون الذي ينتج طيفا هو الأقرب إلى طبقة ضوء النهار. وتتميز هذة المصابيح بصغر الحجم وشدة النصوع ولذا تستخدم بكثرة في السيارات، كما تستخدم في الأعمال التي تحتاج لضوء عالي جدا (سينما أو ملعب). ويبلغ متوسط عمرها من 1000 : 2000 ساعة فقط.

## الإضاءة العامة
يمكن ملاحظة إجمالي الإضاءة العامة (وخاصة في إنارة الشوارع) بسهولة في الليل من الجو أو من الفضاء. وهذا الضوء هو مصدر التلوث الضوئي التي تثقل كاهل علماء الفلك.